# Mis peripecias en España
Mis peripecias en España es el título, con el que se publicó en 1929 la traducción española, del libro en ruso: Дело было в Испании de León Trotski. Esta traducción fue publicada por la Editorial España, de Madrid, en junio de 1929, e incorpora un Prólogo a la edición española firmado por León Trotski en Constantinopla en junio de 1929, y unas Notas para una semblanza de Trotski, подписанные Juliodas por Julio Álvarez del Vayo.
El cuerpo del texto del libro fue traducido directamente del ruso al español por Andrés Nin y el texto del prólogo de Trotski por Tatiana Enco de Valero.
Esta obra de León Trotski ha conocido varias reediciones en español, todas dependientes de la traducción que Andrés Nin había preparado desde Moscú, y publicada en 1929 en Madrid por la Editorial España, con autorización del propio Trotski, que ya había sido expulsado de la Unión Soviética. Con el mismo título de Mis peripecias en España es publicado por la Editorial Félix (Madrid 1933), por Ruedo Ibérico (París 1971), por Endymion (Madrid 2007) y por Reino de Cordelia (Madrid 2012). La reedición publicada por Akal (Madrid 1975) fue titulada, sin embargo En España.